# Ichthyophis multicolor
Ichthyophis multicolor là loài lưỡng cư không chân mới được phát hiện ở Myanmar ở vùng đồng bằng Ayeyarwady, miền nam Myanmar. Loài lưỡng cư không chân mới thuộc họ lưỡng cư dạng giun bí ẩn nhất của bộ Caecilian. Các loài trong họ Caecilian có bề ngoài cơ thể giống giun đất hoặc rắn và sống ở vùng nhiệt đới, đào hang dưới lòng đất hoặc dưới lớp thảm rừng. Đây là loài lưỡng cư không chân mới từ 14 mẫu vật được thu thập trong năm 2000 tại vùng đồng bằng Ayeyarwady. Do tập tính sống bí ẩn dưới lớp đất rừng nên loài Ichthyophis multicolor - cũng giống như nhiều loài khác trong họ Caecilian.